# 2015 KE172
2015 KE172 est un objet transneptunien en résonance 1:9 avec Neptune avec un diamètre estimé à environ 100 km.